# San Martín de la Virgen de Moncayo (kommun i Spanien)
San Martín de la Virgen de Moncayo är en kommun i Spanien.   Den ligger i provinsen Provincia de Zaragoza och regionen Aragonien, i den nordöstra delen av landet, 220 km nordost om huvudstaden Madrid. Antalet invånare är 297.